# Sveriges Bolagsjurister
Sveriges Bolagsjurister är en förening bildad 1954, då under namnet Bolagsjuristernas Förening, på initiativ av Åke Lidstedt, bolagsjurist på BultFabriks AB. Ordförande är Johan Fagerlund Sjöberg, vice ordförande David Holmström (2023).. Föreningen organiserar och är öppen för Sveriges bolagsjurister och organiserar år 2018 cirka 1100 medlemmar. Föreningen är medlem i den europeiska paraplyorganisationen för bolagsjurister, European Company Lawyers Association, ECLA. Syftet med föreningen är att erbjuda nätverk och vidareutveckling åt sina medlemmar.
Föreningen delar var år under föreningens vårmöte ut utmärkelsen årets bolagsjurist, men efterföljande prisceremoni.